# 다나카 하야토
다나카 하야토(일본어: 田中 隼人, 2003년 11월 1일~)는 일본의 축구 선수이다.

## 구단 경력
2021년 J1리그의 가시와 레이솔에 입단하였다. 2024년 J2리그의 V-파렌 나가사키로 임대 이적했다.

## 국가대표팀 경력
그는 2023년 FIFA U-20 월드컵에 참가할 일본 U-20 국가대표팀에 발탁되었으며, 3경기에 출전했다.